# Pattinaggio di velocità ai IX Giochi asiatici invernali - 100 metri femminile
La gara dei 100m femminile si è svolta l'8 febbraio 2025 allo Heilongjiang Winter Sports Training Center di Harbin, in Cina.

## Risultati
| Rank | Pair | Atleta             | Tempo  | Note |
| ---- | ---- | ------------------ | ------ | ---- |
| 1    | 8    | Lee Na-hyun        | 10.501 |      |
| 2    | 9    | Kim Min-sun        | 10.505 |      |
| 3    | 7    | Chen Ying-chu      | 10.51  |      |
| 4    | 9    | Tian Ruining       | 10.52  |      |
| 5    | 5    | Wang Jingziqian    | 10.57  |      |
| 6    | 6    | Yu Shihui          | 10.70  |      |
| 7    | 4    | Kim Min-ji         | 10.72  |      |
| 8    | 8    | Kristina Silaeva   | 10.73  |      |
| 9    | 5    | Park Chae-eun      | 10.79  |      |
| 10   | 7    | Kako Yamane        | 10.80  |      |
| 11   | 4    | Iori Kitahara      | 10.81  |      |
| 12   | 6    | Xu Meng            | 10.827 |      |
| 13   | 3    | Inessa Shumekova   | 10.829 |      |
| 14   | 1    | Margarita Galiyeva | 11.10  |      |
| 15   | 2    | Darya Vazhenina    | 11.23  |      |
| 16   | 1    | Shruti Kotwal      | 11.68  |      |
| 17   | 3    | Nicole Law         | 12.56  |      |
| 18   | 2    | Diya Harsha Rao    | 13.21  |      |